# 六郷政英
六郷 政英（ろくごう まさふさ）は、江戸時代中期の武士。出羽国本荘藩の世嗣。官位は従五位下・但馬守。

## 略歴
宝永元年（1704年）、4代藩主六郷政晴の嫡男として誕生した。
享保元年（1716年）10月22日、8代将軍・徳川吉宗に御目見した。享保3年（1718年）12月、従五位下但馬守に叙任した。内外共に順調に嫡子として扱われていたが、享保11年（1726年）9月26日、病弱を理由に廃嫡された。代わって、政晴の次男の政長が嫡子となり、六郷家の家督を継いだ。
政英は同年11月、本荘に移住した。引退後は「六郷監物」と称した。
宝暦14年（1764年）5月14日、死去。享年61。